# فریدون فرهی

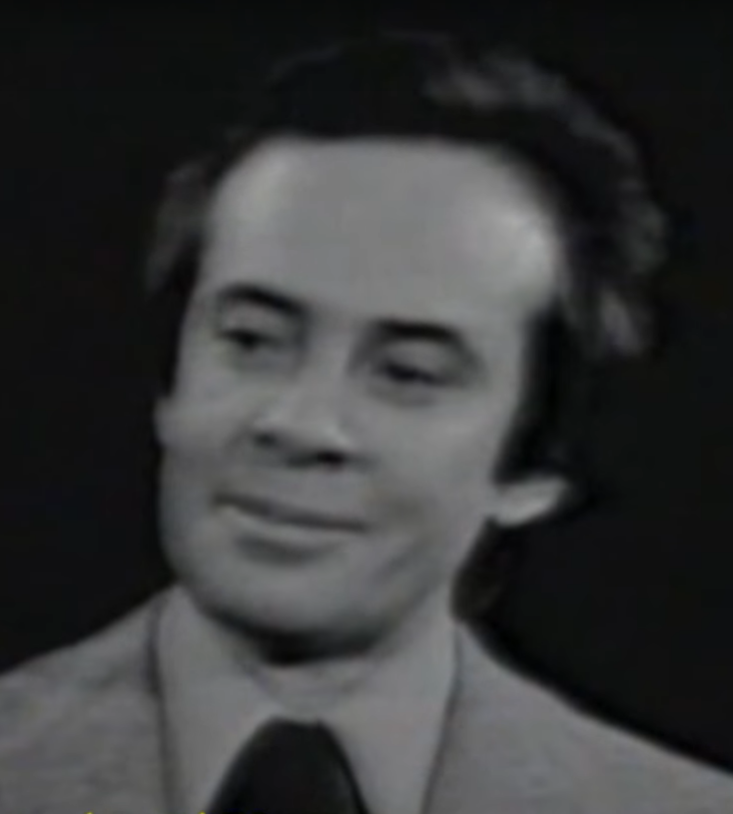
فرهی در شمع کو چراغ کو

فریدون فرهی (زاده ۱۳۱۴، سبزوار) خواننده ایرانی است.
پدر و مادرش از تبار آذری‌ها بودند به شهر سبزوار کوچ کردند. برادرش نزد استادی نواختن تار را فرا گرفته‌بود، پدرش در جوانی کارگاه نقاشی داشت و مادرش با صدایی دلنشین و دف، باشکوه‌ترین ترانه‌های آذری را می‌خواند.
تا دوازده سالگی در سبزوار بود و بعد به مدت شش سال در خرمشهر زندگی کرد و سپس همراه خانواده به تهران رفت و آرام‌آرام به محافل ادبی و هنری راه یافت؛ تا جایی که به جشن ملی در سفارت هند دعوت شد و در سفارت موقعیتی پیش آمد تا با روح‌الله خالقی آشنا شود. خالقی او را به هنرستان موسیقی ملی فرا خواند و پس از شنیدن صدایش وی را نزد فاخره صبا در هنرستان عالی موسیقی فرستاد. سپس کار آواز را نزد اولین باغچه‌بان ادامه داد. چند سالی در کُر ملی تهران فعال بود و به عنوان سولیست در بسیاری از شهرها و مراکز استان‌ها به همراه گروه کر کنسرت‌هایی اجرا کرد؛ و سپس با نظر تجویدی به رادیو راه یافت.
«بادبادک» و «گل کو، گلاب کو» از جمله آثار شناخته شده‌ای هستند که فرهی اجرا کرده‌است.
بعد از انقلاب، خانه‌نشین شد و در این زمان به انجمن خوشنویسان رفته و زیر نظر غلامحسین امیرخانی به فراگیری خط ادامه داد و خط نستعلیق، نسخ و کتابت را در ردیف مرحله ممتاز آموخت و دوره‌های فشرده تذهیب و نقاشی و طراحی را گذراند. او هم‌اکنون مقیم کانادا است.